# Oenanthe divaricata
Oenanthe divaricata é uma espécie de planta com flor pertencente à família Apiaceae. 
A autoridade científica da espécie é (R.Br.) Mabb., tendo sido publicada em Botanica Macaronésica. IV, Ciências 6: 63. 1980.

## Portugal
Trata-se de uma espécie presente no território português, nomeadamente no Arquipélago da Madeira.
Em termos de naturalidade é endémica da região atrás referida.

## Protecção
Encontra-se protegida por legislação portuguesa ou da Comunidade Europeia, nomeadamente pelo Anexo II e IV da Directiva Habitats.